# Popis Intel Core i7 mikroprocesora

## Desktop procesori

### Četvrerojezgreni (Quad-Core) desktop procesori

#### Lynnfield(45 nm)
- Temelje se na Nehalem mikroarhitekturi.
- Svi modeli podržavaju: MMX, SSE, SSE2, SSE3, SSSE3, SSE4.1, SSE4.2, Intel SpeedStep, Intel 64, XD bit,TXT, Intel VT-x, Intel VT-d, Hyper-Threading, Turbo Boost, Smart Cache
- FSB zamijenjen s DMI.
- i7-875k ima otključan množitelj.
- Tranzistora: 774 milijuna
- Veličina: 296 mm²
- Stepping: B1

#### Bloomfield(45 nm)
- Temelje se na Nehalem mikroarhitekturi.
- Svi modeli podržavaju: MMX, SSE, SSE2, SSE3, SSSE3, SSE4.1, SSE4.2, Intel SpeedStep, Intel 64, XD bit, Intel VT-x, Hyper-Threading, Turbo Boost, Smart Cache
- FSB zamijenjen s QPI.
- Tranzistora: 731 milijun
- Veličina: 263 mm²
- Stepping: C0, D0

### Šesterojezgreni desktop procesori

#### "Gulftown" (32 nm)
- Temelje se na Westmere mikroarhitekturi.
- Svi modeli podržavaju: MMX, SSE, SSE2, SSE3, SSSE3, SSE4.1, SSE4.2, Intel SpeedStep, Intel 64, XD bit, Intel VT-x, Turbo Boost, Hyper-Threading, AES-NI, Smart Cache
- Core i7-980X ima otključan množitelj.
- FSB zamijenjen s QPI.
- Tranzistora: 1,17 milijardi
- Veličina: 248 mm²
- Steppings: B1